# Väskinde
Väskinde ist ein Ort (tätort) auf der schwedischen Ostseeinsel Gotland in der Provinz Gotlands län und der historischen Provinz Gotland. Der Ort in der Gemeinde Gotland liegt etwa zehn Kilometer vom Hauptort Visby entfernt.
Die Kirche von Väskinde stammt aus dem 13. Jahrhundert. In ihrer Nähe befindet sich ein Bildstein, der auf den Zeitraum 400 bis 600 n. Chr. datiert wurde. Das dominierende Wirbelradmotiv (ein Vorläufer der Swastika) wird auch als Sonnensymbol gedeutet.
Ab 1900 wohnten auf dem zu Väskinde gehörenden Landsitz Brucebo die beiden Künstler William Blair Bruce und Carolina Benedicks-Bruce. Beide sind auf dem Friedhof von Väskinde bestattet. Brucebo ist seit 2012 als Künstlermuseum geöffnet.
Im Ort liegen Gräberfelder (u. a. RAÄ-Nr. Väskinde 3:1; 33:1; 47:1 und 57:1) und ein Steinkammergrab (RAÄ-Nr. Väskinde 7:1)

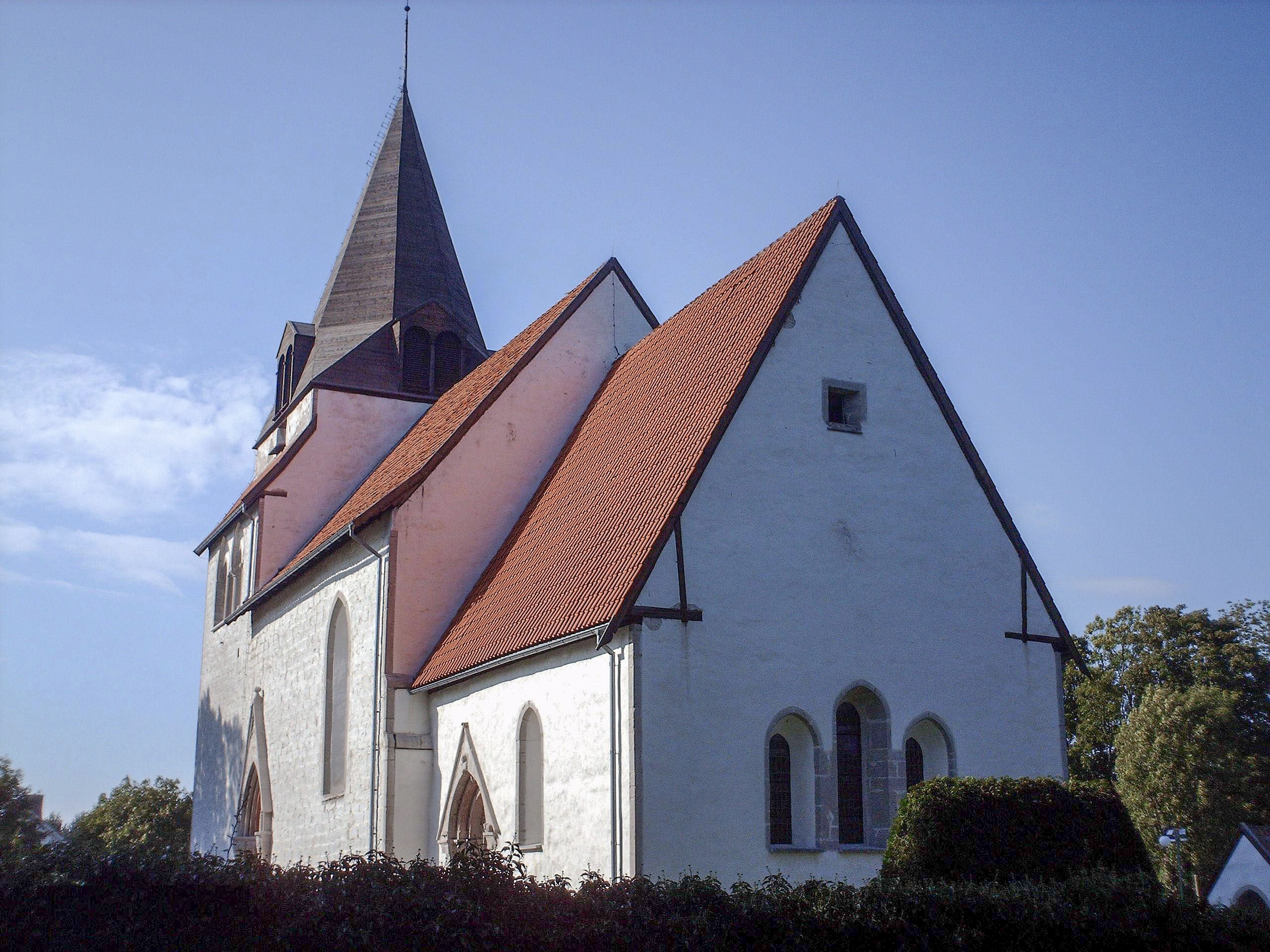
Kirche von Väskinde
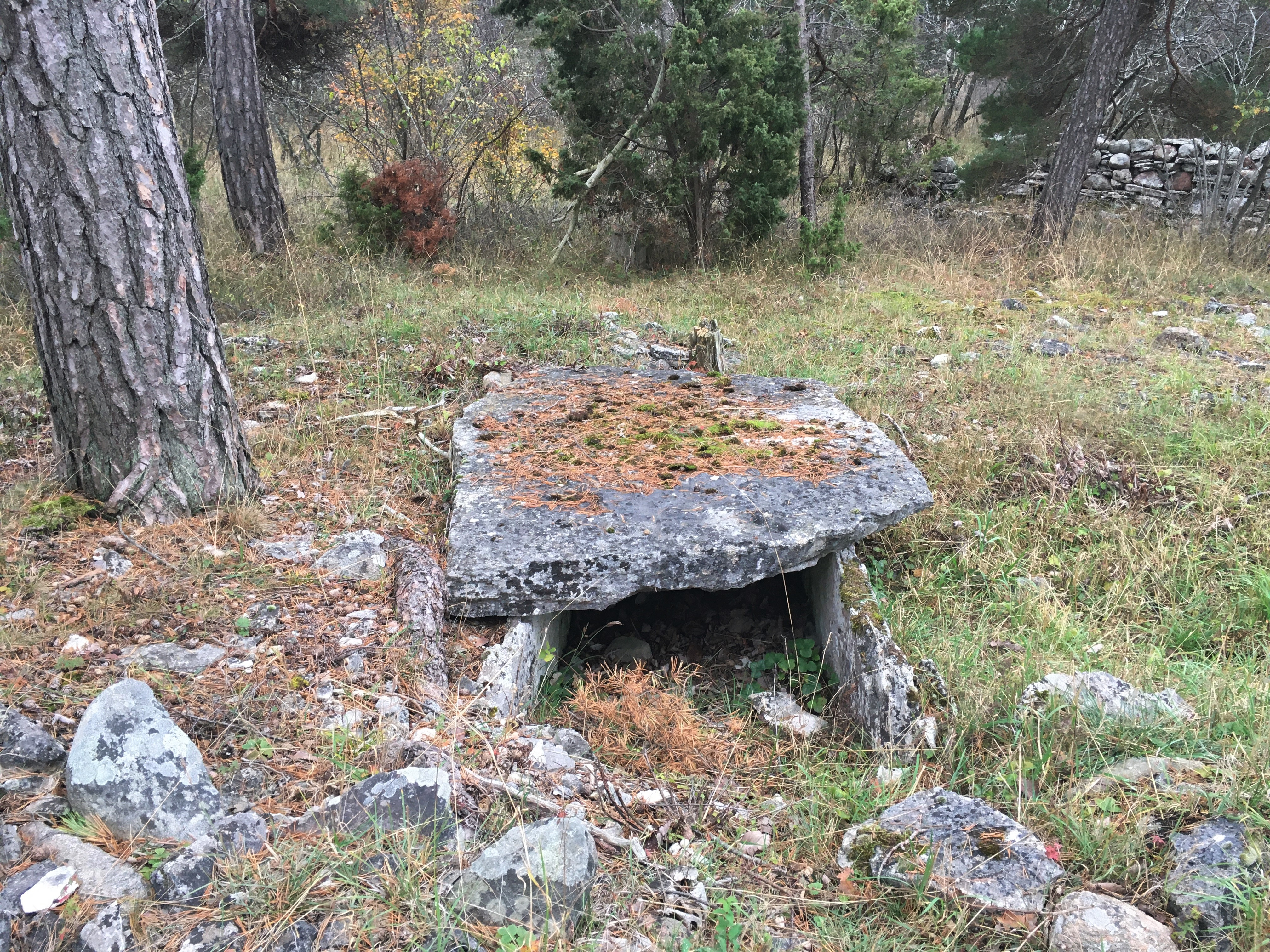
Steinkiste von Väskinde
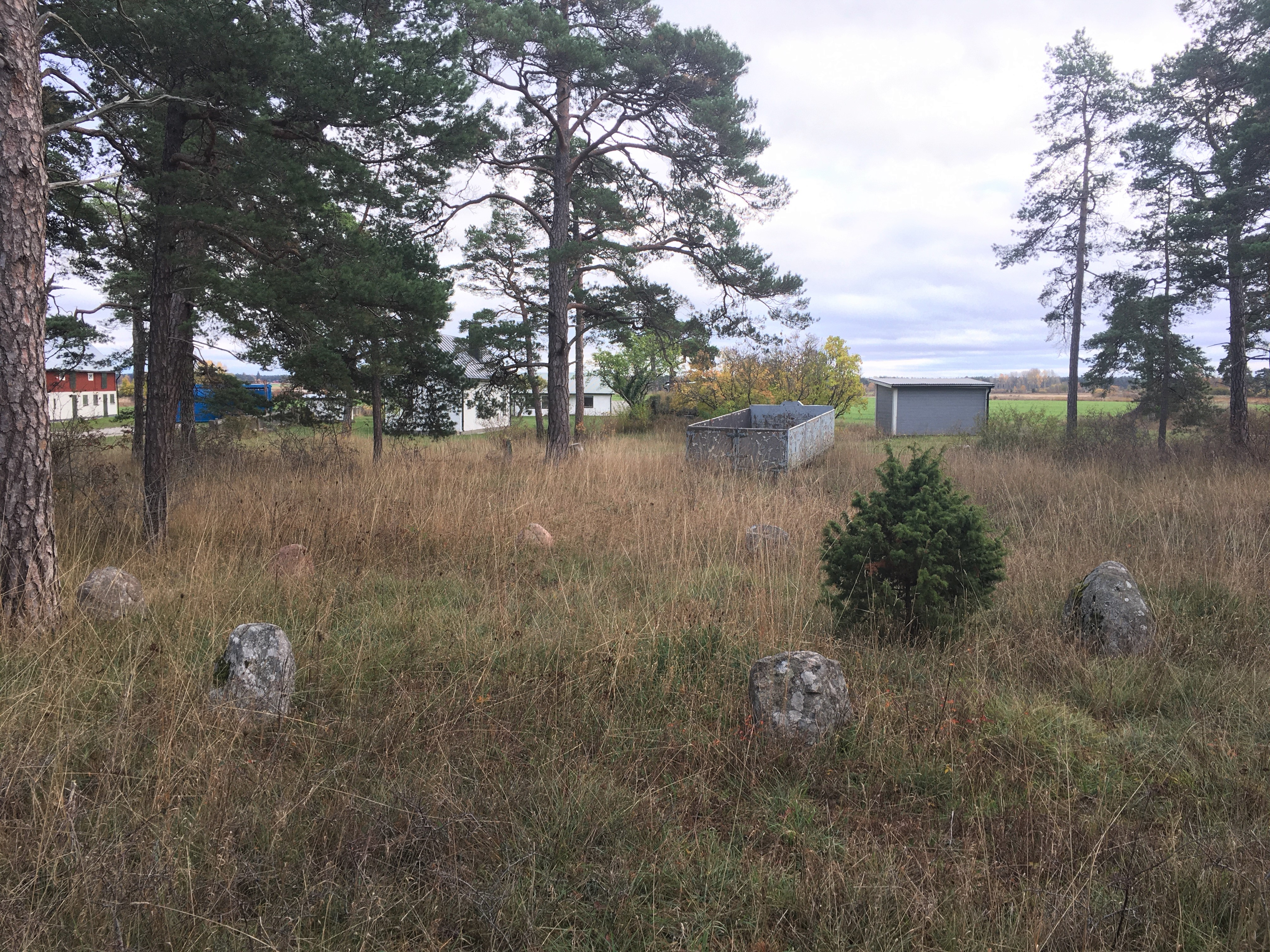
Steinkreis von Väskinde
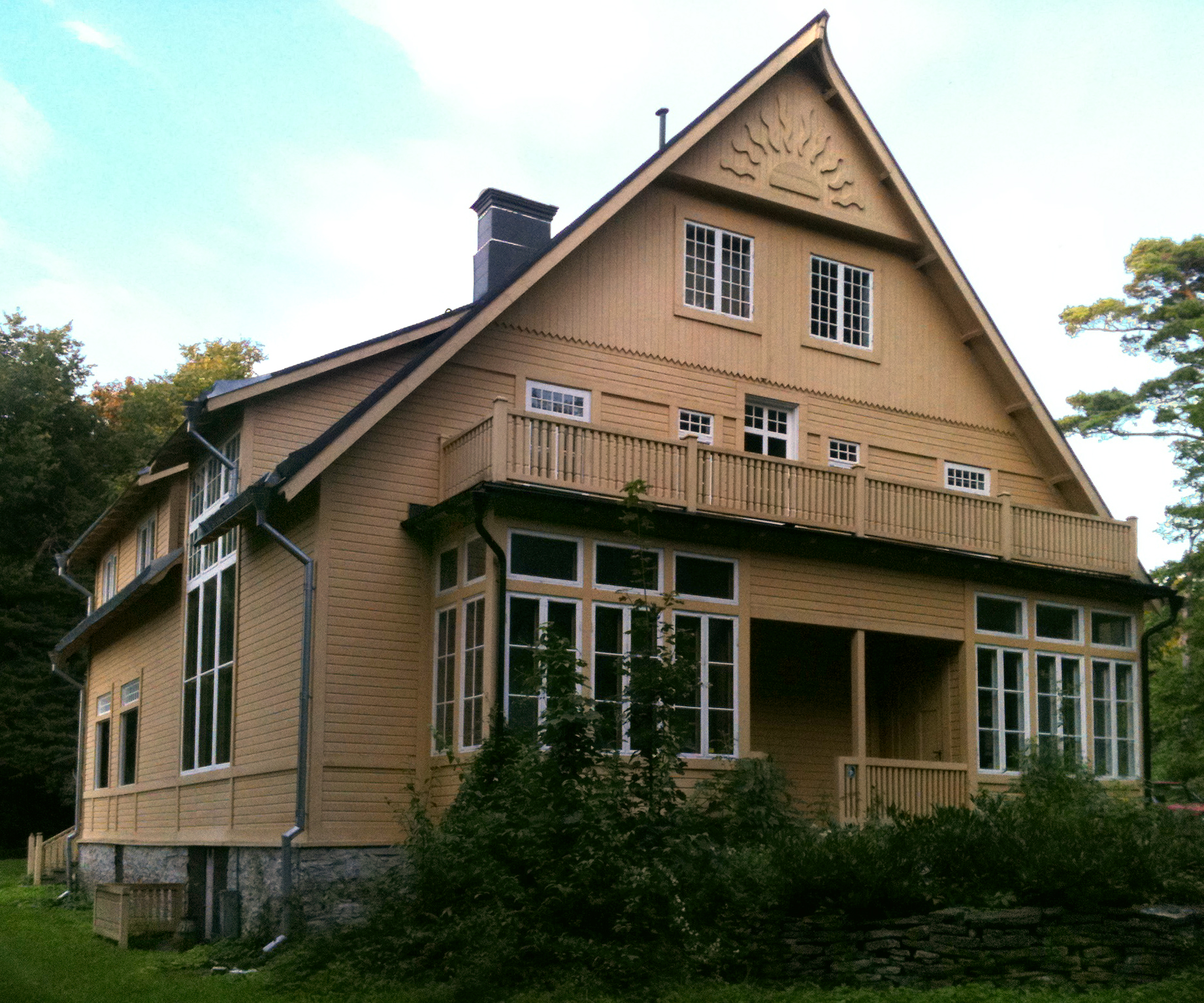
Künstlerhaus Brucebo